# Quiévrain
Quiévrainlà một đô thị ở tỉnh Hainaut. Tại thời điểm ngày 1 tháng 1 năm 2006, đô thị này có dân số 6.559 người. Tổng diện tích là 21,22 km², với mật độ dân số 309 người trên mỗi km².